# Oncometopia pseudofusca
Oncometopia pseudofusca är en insektsart som beskrevs av Emmrich 1984. Oncometopia pseudofusca ingår i släktet Oncometopia och familjen dvärgstritar. Inga underarter finns listade i Catalogue of Life.